# هارتاوان
هارتاوان (به ارمنی: Հարթավան) یک روستا در ارمنستان است که در استان آراگاتسوتن واقع شده‌است. هارتاوان در ۱۴ کیلومتری شمال شرق آشتاراک، مرکز استان آراگاتسوتن واقع شده‌است.

## خصوصیات
هارتاوان ۹۱۳ نفر جمعیت دارد و در ارتفاع ۱۸۷۰ متر بالاتر از سطح دریا قرار گرفته‌است.
| سال   | ۱۸۳۱ | ۱۸۹۷ | ۱۹۲۶ | ۱۹۳۹ | ۱۹۵۹ | ۱۹۷۰ | ۱۹۷۹ | ۲۰۰۱ | ۲۰۰۴ |
| جمعیت | ۱۷۸  | ۶۸۹  | ۶۶۹  | ۴۸۳  | ۴۶۵  | ۶۲۰  | ۶۰۰  | ۹۱۳  | ۹۲۸  |